# Telli Hümaşah Sultan
Haseki Telli Hümaşah Zeynep Sultan (en turco otomano: هماشاه سلطان‎; "fénix del şah" y "victoria") (c.1630 — Estambul, después de 1676) fue la octava Haseki de Ibrahim I, y la única en ostentar este título de manera legal. Después de su matrimonio, fue conocida como Telli Haseki.

## Vida
La gran mayoría de los historiadores creen que ella nació en 1630, aunque otros defienden que en 1628 o 1634. Su lugar de nacimiento puede haber sido en Georgia, El Cáucaso o Grecia. La verdad de las cosas, es que no se tiene casi nada de información verídica sobre Telli Haseki debido a que con la ejecución de Ibrahim, fueron destruidos la gran mayoría de archivos.
Se desconoce cómo llegó al palacio pero ya en 1646 era una concubina de Ibrahim. En diciembre de 1647, Ibrahim se casó con ella en una magnífica ceremonia. Después de su matrimonio con el, se hizo conocida como Haseki Telli Sultan o Telli Haseki por los hilos de plata y oro que tradicionalmente se usan para adornar el cabello de una novia, según las viejas tradiciones griegas.
El historiador turco, Mustafa Naima describió el matrimonio de Ibrahim y Hümaşah de esta forma:
"De acuerdo con el comando imperial, los visires del consejo imperial cada uno dieron el regalo de la esclava con cara de luna adornada con joyas. Luego escoltaron en una procesión ordenada desde los jardines de Davud Paşa hasta el Palacio de Topkapı. La ceremonia fue realizada por el jefe eunuco negro que actuó como representante de la novia y el Gran Visir del sultán. Se entregaron vestiduras de honor a los visires y los ulemas y otros recibieron honores según la costumbre."
Después de casarse con ella, Ibrahim le dio el tesoro de Egipto como dote y ordenó que el palacio de Pargalı Ibrahim Paşa, fuera adornado con alfombras de piel de marta para el deleite de su amada esposa. Estos actos hicieron que Telli se convierta en una mujer déspota y arrogante.
Ibrahim sometía a sus hermanas, Ayşe, Fatma y Hanzade, a la indignidad de subordinación hacia Telli Hümaşah. Su sobrina Kaya también fue sometida ante esto. El desquiciado Padişah despojo de sus tierras y joyas a sus hermanas, y les hizo servir a la mujer, algunas de las cosas que las Sultanas debían hacer en presencia de Telli eran ponerse de pie en posición de firmes como sirvientes mientras ella comía. También debían ir a buscar el jabón, lavabo y la jarra de agua con la que se lavaba las manos. Ibrahim creía que no le servían bien a su amada, así que las exilió al palacio de Edirne.
Hümaşah durante el embarazo, se instaló en Eski Saray, después de la deposición y muerte de Ibrahim en agosto de 1648. Su único hijo fue llamado Orhan, el pequeño solo sobrevivió dos años y falleció en enero de 1650.
Se cree que ella fue buena amiga de Turhan Hatice, otra consorte de Ibrahim durante su estadía en Topkapi[cita requerida]

## Últimos años
Hümaşah permaneció el resto de sus días en Eski Saray. Los registros dan la presencia de Hümaşah por última vez en 1672.
Inicialmente se creía que murió en ese año, pero el descubrimiento del informe, de fecha de 1676, por el embajador veneciano Giacomo Querini, demuestra en cambio que Hümaşah, a excepción del protocolo de harén normal para la consorte de los sultanes fallecidos, especialmente si eran madres de niños, se había vuelto a casar con el Kaymakam Ibrahim Paşa, gobernador de Constantinopla, en 1672. Por lo tanto se sabe que seguía viva después de 1676. Se cree que falleció en la década de 1690. 

## En la cultura popular
En 2015, Telli Hümaşah fue retratada por la actriz Müge Boz en la serie histórica turca Muhteşem Yüzyıl: Kösem.